# دراگ‌سوویک، فنلاند
دراگْ‌سوویک (به فنلاندی: Dragsvik) یک منطقهٔ مسکونی در فنلاند است که در راسه‌پوری واقع شده‌است.